# Tomasz Gielo
Tomasz Gielo (ur. 4 stycznia 1993 roku w Szczecinie) – polski koszykarz, występujący na pozycjach silnego skrzydłowego lub środkowego, reprezentant Polski, uczestnik eliminacji do Eurobasketu 2015, od lipca 2025 zawodnik King Wilki Szczecin.

## Kariera
Karierę zawodową zaczynał jako 15 latek w drużynie AZS Szczecin.
W 2011 roku wyjechał do Stanów Zjednoczonych, by grać w drużynie NCAA Liberty University z Lynchburg. W 2015 roku zmienił uczelnię, zasilając szeregi Uniwersytetu Mississippi. W swoim ostatnim roku w lidze NCAA notował średnio 9,9 punktów i 4,3 zbiórek.
Latem 2016 roku trenował przed draftem NBA z Los Angeles Lakers i Philadelphia 76ers. Zagrał w lidze letniej w barwach 76ers.
W sierpniu 2016 roku podpisał kontrakt z Joventutem Badalona. 2 sierpnia 2017 przedłużył umowę z hiszpańskim klubem. 1 marca 2024 dołączył do Arged BM Slam Stali Ostrów Wielkopolski. W czerwcu 2024 roku podpisał kontrakt z hiszpańskim Surne Bilbao Basket.

## Osiągnięcia
Stan na 20 marca 2024, na podstawie, o ile nie zaznaczono inaczej.

### Drużynowe
Seniorskie
- Wicemistrz Ligi Mistrzów FIBA (2019)
- Zdobywca Pucharu Interkontynentalnego FIBA (2020)

Młodzieżowe
- Mistrz Polski kadetów (2009)[12]

### Indywidualne
Seniorskie
- Zaliczony do I składu kolejki OBL (23 – 2023/2024)[13]

Młodzieżowe
- MVP mistrzostw Polski kadetów (2009)

### Reprezentacja
Seniorska
- Uczestnik Eurobasketu (2017)

Młodzieżowe
- Wicemistrz świata U–17 (2010)[14]
- Mistrz Europy U–20 dywizji B (2013)
- Uczestnik mistrzostw:
  - świata U–19 (2011)
  - Europy:
    - U–16 (2009)
    - U–18 (2010 – 6. miejsce, 2011)
    - U–20 (2013)
    - U–20 dywizji B (2012 – 5. miejsce, 2013)

## Statystyki

### W rozgrywkach akademickich
| Sezon     | Drużyna                | M  | S5 | MPG  | FG%   | 3P%   | FT%   | RPG | APG | SPG | BPG | PPG  |
| --------- | ---------------------- | -- | -- | ---- | ----- | ----- | ----- | --- | --- | --- | --- | ---- |
| 2011/2012 | Liberty Flames (NCAA)  | 21 | 15 | 15,2 | 51,7% | 37,5% | 88,3% | 2,0 | 0,4 | 0,2 | 0,2 | 3,4  |
| 2012/2013 | Liberty Flames (NCAA)  | 30 | 20 | 23,3 | 39,1% | 30,6% | 75,5% | 4,5 | 1,0 | 0,3 | 0,5 | 7,3  |
| 2013/2014 | Liberty Flames (NCAA)  | 32 | 31 | 31,2 | 46,4% | 40,4% | 77,5% | 5,9 | 1,4 | 0,7 | 0,6 | 10,9 |
| 2014/2015 | Liberty Flames (NCAA)  | 7  | 7  | 30,9 | 40,0% | 40,7% | 80,6% | 6,3 | 1,3 | 0,9 | 0,1 | 12,0 |
| 2015/2016 | Ole Miss Rebels (NCAA) | 32 | 25 | 27,4 | 38,7% | 35,1% | 81,1% | 4,3 | 1,6 | 0,5 | 0,4 | 9,9  |

### W lidze letniej NBA
| Sezon | Drużyna            | M | S5 | MPG  | FG%   | 3P%   | FT%  | RPG | APG | SPG | BPG | PPG |
| ----- | ------------------ | - | -- | ---- | ----- | ----- | ---- | --- | --- | --- | --- | --- |
| 2016  | Philadelphia 76ers | 2 | 0  | 11,9 | 11,1% | 33,3% | 0,0% | 2,5 | 1,5 | 0,5 | 0,5 | 1,5 |

### W rozgrywkach krajowych
| Sezon     | Drużyna                 | M  | S5 | MPG  | FG%   | 3P%   | FT%   | RPG | APG | SPG | BPG | PPG |
| --------- | ----------------------- | -- | -- | ---- | ----- | ----- | ----- | --- | --- | --- | --- | --- |
| 2016/2017 | Joventut Badalona (ACB) | 32 | 1  | 13,5 | 38,1% | 27,3% | 76,9% | 2,0 | 0,5 | 0,3 | 0,2 | 4,6 |
| 2017/2018 | Joventut Badalona (ACB) | 34 | 23 | 21,8 | 47,6% | 37,7% | 79,5% | 3,3 | 0,4 | 0,6 | 0,3 | 8,6 |

### W rozgrywkach międzynarodowych
| Sezon     | Drużyna                           | M | S5 | MPG  | FG%   | 3P%   | FT%  | RPG | APG | SPG | BPG | PPG |
| --------- | --------------------------------- | - | -- | ---- | ----- | ----- | ---- | --- | --- | --- | --- | --- |
| 2017/2018 | Joventut Badalona (Liga Mistrzów) | 1 | 1  | 21,2 | 50,0% | 33,3% | 100% | 4,0 | 0,0 | 0,0 | 0,0 | 9,0 |